# Parafia Zaśnięcia Najświętszej Maryi Panny w Białymstoku
Parafia Zaśnięcia Przenajświętszej Bogurodzicy – parafia prawosławna w Białymstoku, w dekanacie Białystok należącym do diecezji białostocko-gdańskiej.
Na terenie parafii funkcjonuje 1 cerkiew:
- cerkiew Zaśnięcia Przenajświętszej Bogurodzicy w Białymstoku – parafialna

## Historia
Do drugiej wojny światowej Starosielce stanowiły odrębne od Białegostoku miasteczko. Parafia prawosławna istnieje w Starosielcach od 1900, kiedy wzniesiona została tam pierwsza świątynia pod wezwaniem Świętych Cyryla i Metodego za fundusze władz carskich. W tym samym czasie na cmentarzu wybudowano murowaną kaplicę pod wezwaniem Zaśnięcia Najświętszej Maryi Panny i plebanię. Pierwszym proboszczem był ks. Piotr Tyczynin. W 1919 cerkiew Świętych Cyryla i Metodego wraz z domem parafialnym została odebrana przez kościół rzymskokatolicki. Parafia prawosławna w Starosielcach przestała praktycznie istnieć, wchodząc w skład parafii św. Mikołaja w Białymstoku.
W 1928 pod kierownictwem księdza W. Łopatińskiego prawosławni mieszkańcy Starosielc rozpoczęli rozbudowę cmentarnej kaplicy, aby stała się ona kaplicą parafialną.
Podczas II wojny światowej cerkiew była uszkodzona. W 1961 przeprowadzono prace zabezpieczające, lecz konieczna była gruntowna przebudowa. Trwały starania o pozwolenie na budowę nowego obiektu. W 1966 proboszczem parafii został ksiądz Michał Chomczyk. Dzięki jego pracy i ofiarności parafian zostały odremontowane budynki parafialne. Proboszcz Chomczyk po 3 latach zabiegów i próśb w Ministerstwie do Spraw Wyznań, w 1972 wystarał się o zezwolenie na przebudowę cerkwi.

## Świątynia parafialna
W dniu 27 sierpnia 1972 dokonano założenia kamienia węgielnego przez jego Eminencję biskupa Nikanora. Dwa lata później wokół starej cerkwi powstała nowa murowana cerkiew, pod wezwaniem Zaśnięcia Przenajświętszej Bogurodzicy. Wyświęcenie cerkwi w Starosielcach miało miejsce 27 maja 1979. Święto parafialne obchodzone jest 28 sierpnia (15 sierpnia według starego stylu).

## Zasięg terytorialny
Białystok (część), Klepacze, Porosły i Krupniki.

## Wykaz proboszczów
- 15.11.1901 – 30.01.1913 – ks. Piotr Tyczynin
- 1929 – 6.09.1930 – ks. Wiaczesław (Wacław) Łopatiński (Łopatyński)
- 8.04.1954 – 12.05.1966 – ks. Aleksander Kudin-Kirykowicz
- 12.05.1966 – 3.09.1985 – ks. Michał Chomczyk
- 13.09.1985 – 1.12.1989 – ks. Andrzej Bierezowiec (Berezowiec)
- od 02.12.1989 – ks. Jan Troc